# 威廉·達文南特
威廉·达文南特爵士（Sir William Davenant；1606年3月3日受洗-1668年4月7日）是一位英格兰诗人、剧作家，是英格兰文艺复兴戏剧中的重要人物。

## 生平
他出生于英格兰牛津，父亲约翰是牛津市长。其教父据说是莎士比亚，甚至有人谣传他就是莎士比亚的儿子。1620年左右，他进入牛津大学林肯学院读书，但最终肄业。1630年他在伦敦感染梅毒，1632年短暂离开伦敦疗养。梅毒导致他鼻子变形，后来他的竞争对手常以此攻击他。

### 成名
本·琼生在1637年去世后，他在1638年接任桂冠诗人。他参与了保皇党策划的一场阴谋，意图占领伦敦，于是在英格兰内战爆发前的1641年与约翰·萨克林一起被判叛国罪。他因此逃往法国。战争爆发后他又返回英格兰参战，格洛斯特之围后不久获封骑士。 
纳西比战役之后，他再度前往法国，在那里开始创作史诗《Gondibert》。他在1649年被查尔斯二世任命为弗吉尼亚殖民地财务官，次年又被任命为马里兰副总督，但还没到美洲就在海上被捕，随后被判死刑。但可能是由于约翰·弥尔顿的搭救，他得以在伦敦塔苟且偷生。
他在1652年获释，旋即出版《Gondibert》，不过他在1654年才正式宣告无罪。为了逃避当时对公共场合活动的严格审查，他将自己家的一个房间改建成了剧院“Rutland House”。1656年在这里上演的《罗得之围》（The Siege of Rhodes ）被视为历史上第一部英语歌剧。
1660年，他和托马斯·基利格鲁一起成为当时仅有的两位获国王特许经营剧院的人物。1668年，他在伦敦逝世，葬于威斯敏斯特修道院的诗人角。

### 传记
- 《大英百科全书》中的条目：Sir William Davenant（英文）
- Biography at TheatreDatabase.com （页面存档备份，存于）
- "Shakespeare and Mrs. Davenant" （页面存档备份，存于）
- Detailed biography at AllPoetry.com

### 作品
- 互联网档案馆中威廉·達文南特的作品或与之相关的作品
- 來自威廉·達文南特的LibriVox公共領域有聲讀物
- Four poems at the Poetry Archive （页面存档备份，存于）
- Five poems from Metaphysical Lyrics & Poems of the 17th century at Bartleby.com （页面存档备份，存于）
- Three poems from The Oxford Book of English Verse: 1250–1900 at Bartleby.com （页面存档备份，存于）
- The complete text of Davenant and Dryden's adaptation of The Tempest